# 千住明
千住 明（せんじゅ あきら、1960年10月21日 - ）は、日本の作曲家、編曲家、音楽プロデューサー。JASRAC理事。タレントとしても幅広く活躍している。

## 経歴
1960年、東京都杉並区生まれ。幼稚舎より慶應義塾で学ぶ。慶應義塾高等学校在学中はバンド活動にのめり込むが、同大学の教授である父親と同じ道を進むため、慶應義塾大学工学部に進学する。この時期にはAORバンド「杉山清貴&オメガトライブ」の前身となるバンド「きゅうてぃぱんちょす」でキーボードを担当し、ヤマハポピュラーソングコンテストに入賞している。しかし、本格的に音楽の道を進むことを決め大学を中退、2浪を経て東京藝術大学作曲科に入学する。
東京藝術大学卒業、同大学院修了（首席）。在学中、南弘明、黛敏郎らに師事した。修了作品『EDEN』（コンピュータによる音楽作品）は東京藝術大学買上となり、東京藝術大学芸術資料館に永久保存されている。1991年から1993年にかけて、東京藝術大学作曲科講師。1994年から1995年、2006年と慶應義塾大学文学部講師。2007年からは東京音楽大学客員教授。2024年より、慶應義塾大学アート・センター訪問所員。

## 活動
かつては日本テレビ、TBS、フジテレビでの野島伸司脚本・企画のドラマ音楽を多く手がけていたが、2010年に放送された『GOLD』を最後にこれらの劇伴に関わらなくなり、2023年には野島が脚本を執筆した『何曜日に生まれたの』ではなく、同作の裏番組となった『VIVANT』の劇伴に関わった。
「アニメを担当する時は、気力と体力と自信が自分には必要」とサウンドトラックなどで語っている。また、1993年の『機動戦士Vガンダム』が終わってからはアニメの仕事は避けていたと、『B'T X』のサウンドトラックの中で語っている。
中森明菜のカバー・アルバム『歌姫』シリーズをすべて手掛け、累計100万枚の売り上げを記録させている。また、2007年に中森が発表した『歌姫』に続く演歌・歌謡曲のカバー・アルバム『艶華 -Enka-』でも千住がプロデュースを担当している。
幼少時から料理に親しんでおり、今でも仕事の気分転換に調理を行っているという。テレビ出演時にはその腕前を披露することもあり、フジテレビの『アイアンシェフ』では番組のテーマソングを担当するほか、自らも審査員として出演した。
ゲスト出演した2023年8月18日放送の「アニソン・アカデミー」にて「自分で作る時は夜に外食して脂や塩分を摂る為、脂や塩分を極力入れないで作る」、「一曲書くの3時間から4時間掛かるので一曲書く間に出汁を取る」、「妹の真理子は指を使うから(バイオリニストである為)手伝いをさせてもらえなかったが、自分は随分手伝いをした」等料理に関するエピソードを語る。

## 家族・親族
- 父：千住鎮雄は経済性工学の研究者。慶應義塾大学名誉教授。
- 母：千住文子はエッセイスト・教育評論家。角倉家の生まれであり、先祖に角倉了以、角倉賀道がいる）。
- 兄：千住博は日本画家[注 2]。元京都造形芸術大学学長。
- 妹：千住真理子はヴァイオリニスト。母・文子の著書『千住家にストラディヴァリウスが来た日』には、妹・真理子のストラディヴァリウス購入にあたり、明が「僕が、何とかする」と言い、ニューヨーク在住の兄・博と連携しつつ、金策に奔走した様子が描かれている。

## 主な作品

### テレビアニメ
- ママは小学4年生（1992年、日本テレビ）
- 機動戦士Vガンダム（1993年 - 1994年、テレビ朝日）
  - 交響組曲 第2番 THOUSAND NESTS『機動戦士Vガンダム』より（1993年、ポーランド放送管弦楽団演奏、アンソニー・イングリス指揮）
- 沈黙の艦隊（1995年、OVA）
- B'T X ビート・エックス（1996年、TBSテレビ）
- 鉄人28号（2004年、テレビ東京）
- 雪の女王（2005年、NHK総合）[3]
- RED GARDEN（2006年、テレビ朝日）
- 鋼の錬金術師 FULLMETAL ALCHEMIST（2009年、毎日放送）
- 革命機ヴァルヴレイヴ（2013年、毎日放送）
- バッテリー（2016年、フジテレビ）

### テレビドラマ
- 誰かが彼女を愛してる（1992年、フジテレビ）伴一彦脚本
- 高校教師（1993年、TBSテレビ）野島伸司脚本
- 人間・失格〜たとえばぼくが死んだら（1994年、TBSテレビ）野島伸司脚本
- 家なき子（1994年、日本テレビ）野島伸司企画、高月真哉脚本
- いつも心に太陽を（1994年、TBSテレビ）小松江里子脚本
- 未成年（1995年、TBSテレビ）野島伸司脚本
- 家なき子2（1995年、日本テレビ）野島伸司企画、山崎淳也脚本
- 世紀末の詩（1998年、日本テレビ）野島伸司脚本
- 青の時代（1998年、TBSテレビ）小松江里子脚本
- 聖者の行進（1998年、TBSテレビ）野島伸司脚本
- 美しい人（1999年、TBSテレビ）野島伸司脚本
- 君が教えてくれたこと（2000年、TBSテレビ）武田百合子脚本
- Summer Snow（2000年、TBSテレビ）小松江里子脚本
- ドラマ家族模様 バブル（2001年、NHK）鎌田敏夫脚本
- ストロベリー・オンザ・ショートケーキ（2001年、TBSテレビ）野島伸司脚本
  - 第28回ドラマアカデミー賞劇中音楽賞受賞
- 連続テレビ小説 ほんまもん（2001年、NHK）西荻弓絵脚本
- 恋を何年休んでますか （2001年、TBSテレビ） 吉田紀子脚本
- 婚外恋愛（2002年、テレビ朝日）浅野妙子脚本
- 名古屋仏壇物語（2002年、NHK)輿水泰弘脚本
- 高校教師（2003年、TBSテレビ）野島伸司脚本
- 仔犬のワルツ NTV開局50年特別企画（2004年、日本テレビ）野島伸司企画、吉野万理子脚本
- 砂の器（2004年版）（2004年、TBSテレビ）龍居由佳里脚本
- NHK夜の連続ドラマ 結婚のカタチ（2004年、NHK）青柳祐美子脚本
- 日曜劇場 夫婦。（2004年、TBSテレビ）遊川和彦脚本
- 日曜劇場 あいくるしい（2005年、TBSテレビ）野島伸司脚本
- 日曜劇場 恋の時間（2005年、TBSテレビ） 吉田紀子脚本
- ドラマ・コンプレックス戦国自衛隊・関ヶ原の戦い（2006年、日本テレビ）石原武龍脚本
- 大河ドラマ 風林火山（2007年、NHK）井上靖原作、大森寿美男脚本（第49話では武田軍の兵士役で直接出演している）
- 感染爆発〜パンデミック・フルー（2007年、NHK）林宏司脚本
- 「古代史ドラマスペシャル」・大仏開眼（2010年、NHK）池端俊策脚本
- GOLD （2010年、フジテレビ、池頼広と担当）野島伸司脚本
- 99年の愛〜JAPANESE AMERICANS〜 （2010年、TBSテレビ）橋田壽賀子脚本
- ドラマスペシャル 心の糸 （2010年、NHK）龍居由佳里脚本[4]
- ドラマ10 激流〜私を憶えていますか?〜（2013年、NHK） 吉田紀子脚本
- 土曜ドラマ 足尾から来た女（2014年、NHK） 池端俊策脚本
- LEADERS リーダーズ（2014年、TBSテレビ）
- レッドクロス〜女たちの赤紙〜（2015年、TBSテレビ）橋本裕志脚本
- 日曜劇場 流星ワゴン（2015年、TBSテレビ）八津弘幸脚本
- アルジャーノンに花束を（2015年、TBSテレビ）
- ドラマ10 水族館ガール（2016年、NHK）荒井修子脚本
- 百合子さんの絵本 〜陸軍武官・小野寺夫婦の戦争〜（2016年、NHK） 池端俊策脚本
- LEADERS II（2017年、TBSテレビ）　八津弘幸脚本
- 日曜劇場 VIVANT（2023年、TBSテレビ）八津弘幸、李正美、宮本勇人、山本奈奈脚本

### ドラマ以外のテレビ番組
- NHKスペシャル (NHK)
  - テクノパワー（1993年、NHK）
  - 世紀を越えて（1999年 - 2000年） 他に本多俊之、coba、アディエマスがサウンドトラック制作に参加。
  - 平成史スクープドキュメント（2018年 - 2019年）
  - 全貌 二・二六事件〜最高機密文書で迫る〜（2020年）
- NHK 日本 映像の20世紀（1999年 - 2000年、NHK）
- 夢の扉 〜NEXT DOOR〜 （2004年 - 2011年、TBSテレビ）
- みんなのうた 「光のゲンちゃん」 (2008年4月 - 5月、NHK)
- スーパー競馬 (1995年 - 2007年、フジテレビ)
- アイアンシェフ (2012年 - 2013年、フジテレビ） 前述の通り審議委員として出演することもある。
- テレビ未来遺産 （2013年 - 2016年、 TBSテレビ）

### 映画
- りぼん〜RE-BORN（1988年）
- 226（1989年）
- ツルモク独身寮（1991年）
- ちびまる子ちゃん わたしの好きな歌（1992年）
- 東方見聞録（1992年）
- 高校教師（1993年）
- 家なき子（1994年）
- RAMPO〜インターナショナル・ヴァージョン（1995年）
- わが心の銀河鉄道 宮沢賢治物語（1996年） 第20回日本アカデミー賞優秀音楽賞受賞
- タイム・リープ（1997年）
- どんぐりの家（1997年）
- 愛を乞うひと（1998年） 第22回日本アカデミー賞優秀音楽賞受賞
- アリーテ姫（2000年）
- 劇場版 幻想魔伝 最遊記（2001年）
- 目下の恋人（2002年）
- クラッシュ（2003年）
- 黄泉がえり（2003年） 第27回日本アカデミー賞優秀音楽賞受賞
- ミラーを拭く男（2004年）
- 鉄人28号（2005年）
- HINOKIO（2005年）
- この胸いっぱいの愛を（2005年）
- 涙そうそう（2006年）
- 象の背中（2007年）
- 風が強く吹いている（2009年）
- テイルズ オブ ヴェスペリア〜The First Strike〜（2009年）
- マジック・ツリーハウス（2012年）
- 追憶（2017年）
- つるばみ色のなぎ子たち （時期未定[5]）

### CM
- アサヒビール「スーパードライ」
- 日産自動車（2001年） 企業CM
- Panasonic「VIERA」「DIGA」（2006年）
- ソフトバンクモバイル（2010年）「予想外な家族・白戸（ホワイト）家」シリーズCM
  - 「出馬依頼」篇、「墓参り」篇ほか（採用楽曲：2007年のNHK大河ドラマ「風林火山」）

### 舞台
- 宝塚歌劇団花組、戦国BASARA 真田幸村編（2013年）主演：蘭寿とむ、蘭乃はな

### ゲーム
- トライアングルストラテジー（2022年）[6]

### 純音楽
- ヴァイオリンとストリングオーケストラの為の『彩霧』（1994年、NHK Hi-vision委嘱）
- ヴァイオリン協奏曲『Return to the Forest』（2000年）
- ヴァイオリンとストリングオーケストラの為の「四季」（2004年、日本空港ビルデング委嘱）
- 交響曲 第1番（2005年、山形交響楽団委嘱）
- 交響組曲 第2番 THOUSAND NESTS『機動戦士Vガンダム』より（1993年、ポーランド放送管弦楽団演奏、アンソニー・イングリス指揮）
- 『日本交響詩』（2005年、NHK放送80周年記念委嘱作品）
  - 『故郷』『最上川舟歌』『花笠音頭』『佐渡おけさ』『ソーラン節』『五木の子守歌』『中国地方の子守歌』『てぃんさぐの花』『金比羅船々』『阿波踊り』『さくらさくら』をオーケストレーションして並べた作品
- ブレス・アンド・ロザリー〜オーケストラの為の〜（2006年、山形交響楽団委嘱）
- 映像音楽による組曲『白神山地〜命そだてる森』〜横笛とオーケストラの為の〜（2007年、山形交響楽団委嘱）
- オペラ『隅田川』（2007年、東京文化会館委嘱）
- 詩篇交響曲『源氏物語』（2008年）
- 合唱曲『ここからいちばんとおいところ』『夢の太陽』（2009年、第76回NHK全国学校音楽コンクール小学校の部課題曲）
- オペラ『万葉集』（2009年、東京文化会館委嘱）
- andante 〜母・千住文子に捧ぐ〜（2013年）
- オペラ『滝の白糸』（2014年、オーケストラ・アンサンブル金沢委嘱）

### その他
- 辛島美登里のクリスマスコンサートのアレンジャーとして1999年より参加。
- 「Voyage」（2006年、愛・地球博三井・東芝館「グランオデッセイ」主題歌（歌：大貫妙子））
- 北里大学校歌「生命の北辰（いのちのほくしん）」を2012年に作曲・編曲[7]。（作詞 黛まどか）[7]
- 陸前高田市立高田東中学校校歌 2013年作曲（作詞 覚和歌子）
- 東京都立千早高等学校校歌 作曲
- 広尾学園小石川中学校・高等学校校歌 作曲
- 慶應義塾普通部　125周年記念歌「その先へ」(作詞　澤地隆)
- 新潟テレビ21イメージソング「笑顔のつながり～YOU&ME&UX」作曲・編曲（作詞：サエキけんぞう、歌：木村真紀）

## 出演

### テレビ
- 星の牧場（1981年、NHK総合）
- 田舎に泊まろう!（2007年9月9日、テレビ東京）谷村新司と沖縄へ
- 地球街道（2008年1月20日・27日、テレビ東京）
- 極める! 千住明の聖地学（2011年1月31日 - 2月、NHK教育）語り手
- 日曜美術館（2011年度・2012年度、NHK教育）森田美由紀と共に司会
- SWITCHインタビュー 達人達（2013年4月20日、NHK教育）荒木飛呂彦と対談
- 子供たちに残したい 美しい日本のうた（2017年4月8日 - 、BS朝日） - 音楽アドバイザー

### ラジオ
- 東日本復興支援プロジェクト J-WAVE HEART TO HEART SEASON 1（2013年3月10日 - 2013年12月1日・2014年3月30日、J-WAVE、毎月1回第1週目日曜22時05分 - 22時54分[注 3][8]）
- アニソン・アカデミー（2023年8月19日、NHK-FM）ゲスト[注 4]

## 受賞歴
- 1997年
  - 第20回日本アカデミー賞 優秀音楽賞（『わが心の銀河鉄道 宮沢賢治物語』）
- 1999年
  - 第22回日本アカデミー賞 優秀音楽賞（『愛を乞うひと』）[9]
  - TOYP大賞
- 2001年
  - 第28回ザテレビジョンドラマアカデミー賞 劇中音楽賞（『ストロベリー・オンザ・ショートケーキ』）
- 2004年
  - 第27回日本アカデミー賞 優秀音楽賞（『黄泉がえり』）[10]
  - 第40回ザテレビジョンドラマアカデミー賞 劇中音楽賞（『砂の器』）
- 2024年
  - 第47回日本アカデミー賞 優秀音楽賞（『こんにちは、母さん』）[11]

## 著書
- 『音楽の扉』時事通信社 2003年